# Eugenio Alafaci
Eugenio Alafaci (Carnago, 9 agosto 1990) è un ex ciclista su strada e pistard italiano, attivo tra gli Elite dal 2012 al 2019.

## Carriera
Tra gli Juniores nel 2008 ottiene il quinto posto in linea sia ai campionati europei che ai campionati del mondo su strada di categoria. Gareggia quindi tra i Dilettanti Under-23 per tre stagioni, dal 2009 al 2011, sotto la guida di Bruno Leali al team U.S. Cremonese-Unidelta/Lucchini. Nei tre anni in tale categoria ottiene due vittorie, entrambe nel 2010, e nel 2011 partecipa alla prova in linea Under-23 dei campionati del mondo di Copenaghen.
Nel 2012 viene ingaggiato dal team Continental lussemburghese Leopard-Trek, con il quale ottiene diversi piazzamenti nel 2012 (tredici tra i primi cinque) e con cui vince nel 2013 la Omloop der Kempen, gara del calendario Europe Tour. Nel 2014 passa alla Trek Factory Racing, formazione World Tour con cui nello stesso anno disputa il Giro d'Italia.
Nell'ottobre 2019 annuncia il ritiro dall'attività a causa del persistente restringimento all'arteria iliaca sinistra, non risolto del tutto nonostante cinque operazioni.

## Palmarès

### Strada
- 2010 (Lucchini-Maniva Ski-Ecovalsabbia Under-23, due vittorie)

Trofeo FPT Tapparo
Gran Premio Inda - Trofeo Aras Frattini
- 2013 (Leopard-Trek Continental Team, una vittoria)

Omloop der Kempen

#### Altri successi
- 2013 (Leopard-Trek Continental Team)

1ª tappa Czech Cycling Tour (Uničov, cronosquadre)

### Pista
- 2008 (Juniores)

Campionati italiani, Inseguimento individuale Juniores

## Piazzamenti

### Grandi Giri
- Giro d'Italia

2014: 151º
2015: 141º
2016: 105º
2017: 146º

### Classiche monumento
- Milano-Sanremo

2014: 113º
2015: ritirato
2016: 175º
2017: 174º
- Giro di Lombardia

2014: ritirato

### Competizioni mondiali
- Campionati del mondo su strada

Città del Capo 2008 - In linea Juniores: 5º
Copenaghen 2011 - In linea Under-23: 61º